# Piero Filippone
 (septembre 2024).
Piero Filippone, né le 20 novembre 1911 à Naples et mort le 1er janvier 1998 à Santa Fe, est un scénographe italien.

## Biographie
Né à Naples, Piero Filippone aimait préciser qu'il était originaire de Capri. Il a été le scénographe de vingt-quatre films de Totò[réf. obsolète], tout en collaborant également avec Roberto Rossellini (notamment pour Allemagne année zéro et Voyage en Italie), Eduardo De Filippo (pour Filumena Marturano et Naples millionnaire), ainsi qu'avec Mario Mattoli, avec qui il a travaillé sur trente-sept films.
Au total, Piero Filippone a conçu plus de 150 décors au cours de près de soixante ans de carrière, de 1934 (avec ses débuts dans Le Tricorne de Mario Camerini) à 1993. Après avoir déménagé aux États-Unis, sa dernière contribution a été pour les décors de la série télévisée Lucky Luke, réalisée et interprétée par Terence Hill.
Il remporte le Ruban d'argent (Nastro d'Argento), pour son travail sur La Fille du Capitaine de Mario Camerini.

## Filmographie partielle
- 1934 : Le Tricorne (Il cappello a tre punte) de Mario Camerini
- 1938 : Ai vostri ordini, signora de Mario Mattoli
- 1938 : Eravamo 7 sorelle de Nunzio Malasomma
- 1938 : La dama bianca de Mattoli
- 1938 : L'albergo degli assenti de Raffaello Matarazzo
- 1938 : Nonna Felicità de Mario Mattoli
- 1938 : Per uomini soli de Guido Brignone
- 1939 : Eravamo sette vedove de Mario Mattoli
- 1939 : La Folle Aventure de Macario (Imputato, alzatevi!) de Mario Mattoli
- 1939 : Macario millionnaire (Lo vedi come sei... lo vedi come sei?) de Mario Mattoli
- 1939 : Mille chilometri al minuto! de Mario Mattoli
- 1939 : Il carnevale di Venezia de Giacomo Gentilomo et Giuseppe Adami
- 1940 : Dopo divorzieremo de Nunzio Malasomma
- 1940 : Giù il sipario de Raffaello Matarazzo
- 1942 : Miliardi, che follia! de Guido Brignone
- 1942 : Soltanto un bacio de Giorgio Simonelli
- 1942 : Sieben Jahre Glück de Ernst Marischka
- 1943 : Mater dolorosa de Giacomo Gentilomo
- 1943 : Giorni felici de Gianni Franciolini
- 1943 : Dente per dente de Marco Elter
- 1943 : C'è sempre un ma! de Luigi Zampa
- 1943 : In due si soffre meglio de Nunzio Malasomma
- 1943 : Le Voyage de monsieur Perrichon (Il viaggio del signor Perrichon) de Paolo Moffa
- 1946 : Un homme revient (Un uomo ritorna) de Max Neufeld
- 1949 : Une nuit de folie à l'opera (Follie per l'opera) de Mario Costa
- 1949 : Biancaneve e i sette ladri de Giacomo Gentilomo
- 1949 : Vivre à la resquille (Vivere a sbafo) de Giorgio Ferroni
- 1951 : Fiamme sulla laguna de Giuseppe Maria Scotese
- 1952 : La Nuit de la trahison (Il tenente Giorgio) de Raffaello Matarazzo
- 1952 : Ragazze da marito de Eduardo De Filippo
- 1952 : Bellezze in motoscooter de Carlo Campogalliani
- 1952 : Le Roman de ma vie (Il romanzo della mia vita) de Lionello De Felice
- 1952 : La storia del fornaretto di Venezia de Giacinto Solito
- 1954 : Ces voyous d'hommes (Il paese dei campanelli) de Jean Boyer
- 1954 : Haine, Amour et Trahison (Tradita) de Mario Bonnard
- 1957 : Belles de l'air (Le belle dell'aria) de Mario Costa et Eduardo Manzanos Brochero
- 1957 : Non cantare, baciami! de Giorgio Simonelli
- 1958 : L'amico del giaguaro de Giuseppe Bennati
- 1960 : Nous les durs ! (Noi duri) de Camillo Mastrocinque
- 1960 : L'Ange pourpre (The Angel Wore Red) de Nunnally Johnson
- 1960 : Les Plaisirs du samedi soir (I piaceri del sabato notte) de Daniele D'Anza
- 1967 : Le Dernier Jour de la colère (I giorni dell'ira) de Tonino Valerii
- 1968 : Ciel de plomb (...e per tetto un cielo di stelle) de Giulio Petroni
- 1969 : La Légion des damnés (La legione dei dannati), d'Umberto Lenzi
- 1971 : Et viva la révolution ! (Viva la muerte... tua!) de Duccio Tessari
- 1972 : Alta tensión (Doppia coppia con regina) de Julio Buchs
- 1973 : Anastasia mio fratello de Steno
- 1974 : La nottata de Tonino Cervi

## Récompenses et distinctions
- 1946 : Ruban d'argent diu meilleur décor (Miglior scenografia) pour Les Ennuis de monsieur Travet (Le miserie del signor Travet) de Mario Soldati
- 1948 : Ruban d'argent diu meilleur décor (Miglior scenografia) pour La Fille du Capitaine (La figlia del capitano) de Mario Camerini